# طرق الانتحار

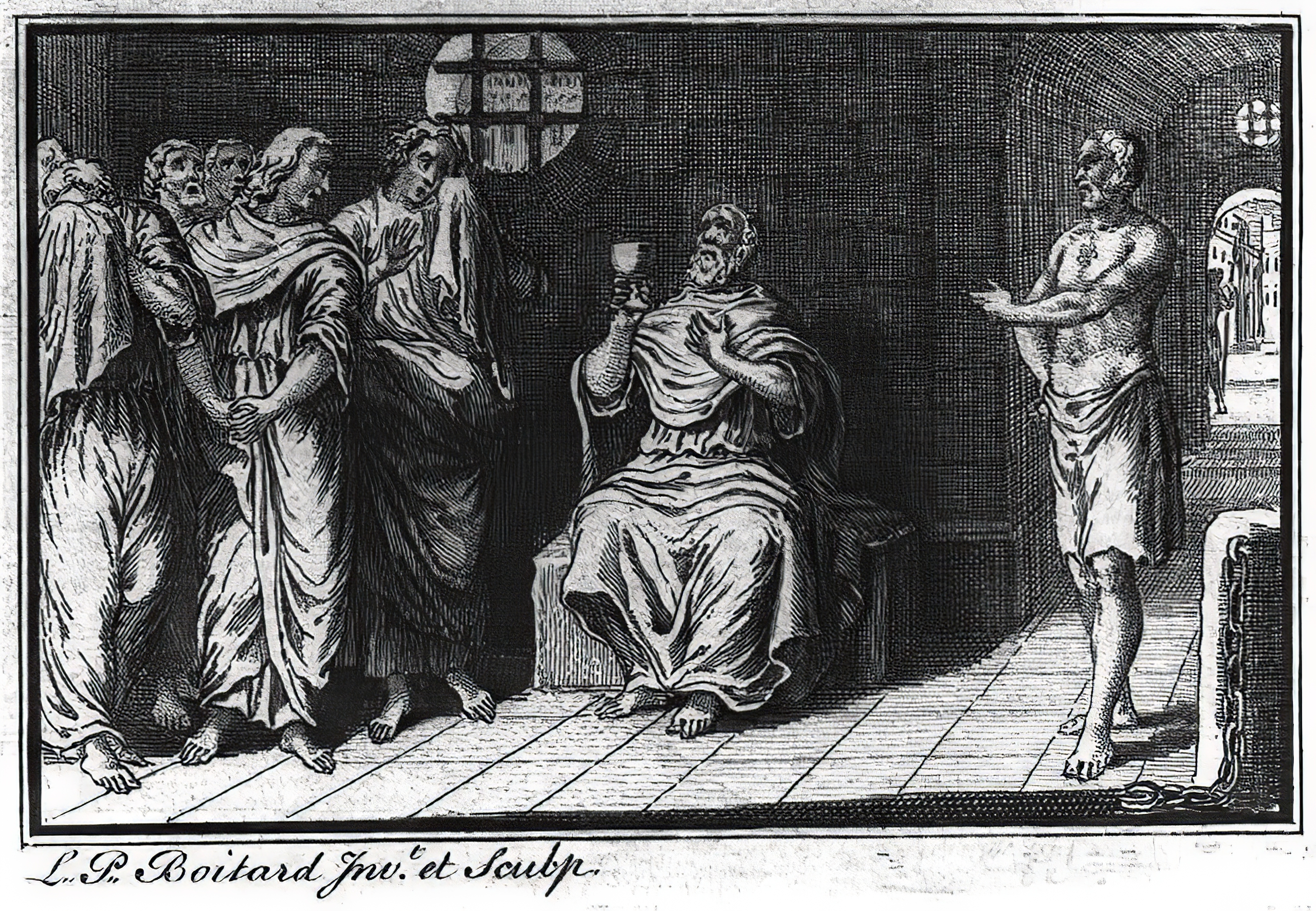

طرق الانتحار هي أي من الوسائل أو الطرائق التي بواسطتها يرتكب الشخص الانتحار عمدا لسلب حياته/حياتها. يمكن أن تصنف طرق الانتحار على نمطين من أنماط مقاطعة سير حياة الإنسان: جسدي، وآخر كيميائي.

## روابط خارجية
- Doctors who commit suicide, methods and statistics